# Phonte
Phonte, de son vrai nom Phonte Lyshod Coleman, est un rappeur américain, membre du groupe Little Brother aux côtés de Big Pooh et 9th Wonder. Il a également collaboré avec Nicolay au sein du groupe The Foreign Exchange.

## Biographie
Phonte rencontre pour la première fois les autres membres de Little Brother, Rapper Big Pooh et 9th Wonder, en 1998 à la North Carolina Central University,. Les trois, partageant un même intérêt pour la musique, lancent le groupe. Speed, le premier titre du groupe, les mènent à signer au label indépendant ABB Records, et à y publier leur premier album, The Listening. Ce succès leur permet de signer chez Atlantic Records. L'album, The Minstrel Show, du groupe est un album-concept publié en 2005.
Phonte rencontre sur Internet le musicien Nicolay et publient ensemble l'album, Connected, sous le nom de groupe The Foreign Exchange.
Phonte participe à des projets de nombreux autres artistes, souvent en tant que chanteur. Il participe à la chanson Beats N' Rhymes de l'album I Do What I Do de Kev Brown. En 2006, il participe à l'album de DJ Shadow, The Outsider. L'année suivante, il contribue aux titres Paper Chaser de Playaz Circle. Puis il contribue au troisième album de The Foreign Exchange, Authenticity, et sous le nom de Tiggalo avec Zo! pour une chanson intitulée Zo! & Tigallo Love the 80’s. Il publie son premier album solo, Charity Starts at Home le 27 septembre 2011 au label FE Music. L'album atteint la 61e place du Billboard 200.

## Discographie

### Albums studio
- 2011 : Charity Starts at Home
- 2018 : No News Is Good News

### Albums collaboratifs
- 2004 : Connected (avec The Foreign Exchange)
- 2008 : Leave It All Behind (avec The Foreign Exchange)
- 2008 : Love the 80's (avec Zo! & Tigallo)
- 2010 : Authenticity (avec The Foreign Exchange)
- 2013 : Love in Flying Colors (avec The Foreign Exchange)
- 2015 : Tales from the Land of Milk and Honey (avec The Foreign Exchange)